# Valdosaurus
Valdosaurus („ještěr z vrstev Wealden Group“) byl rod iguanodontního dinosaura z čeledi Dryosauridae, žijícího v období spodní křídy (věk barrem, asi před 130 až 125 miliony let) na území dnešní Velké Británie (ostrov Isle of Wight).

## Historie
Fosilie tohoto dinosaura objevil reverend a amatérský sběratel fosilií William Darwin Fox již v polovině 19. století, roku 1868 je pak označil za zkameněliny iguanodona. roku 1869 pak byly označeny za fosilie patřící jedinci rodu Hypsilophodon. Teprve v roce 1975 je paleontolog Peter Galton označil za pozůstatky nového druhu rodu Dryosaurus - D. canaliculatus. O dva roky později pak usoudil, že se jedná i o nový rod a přejmenoval tento druh na Valdosaurus canaliculatus.

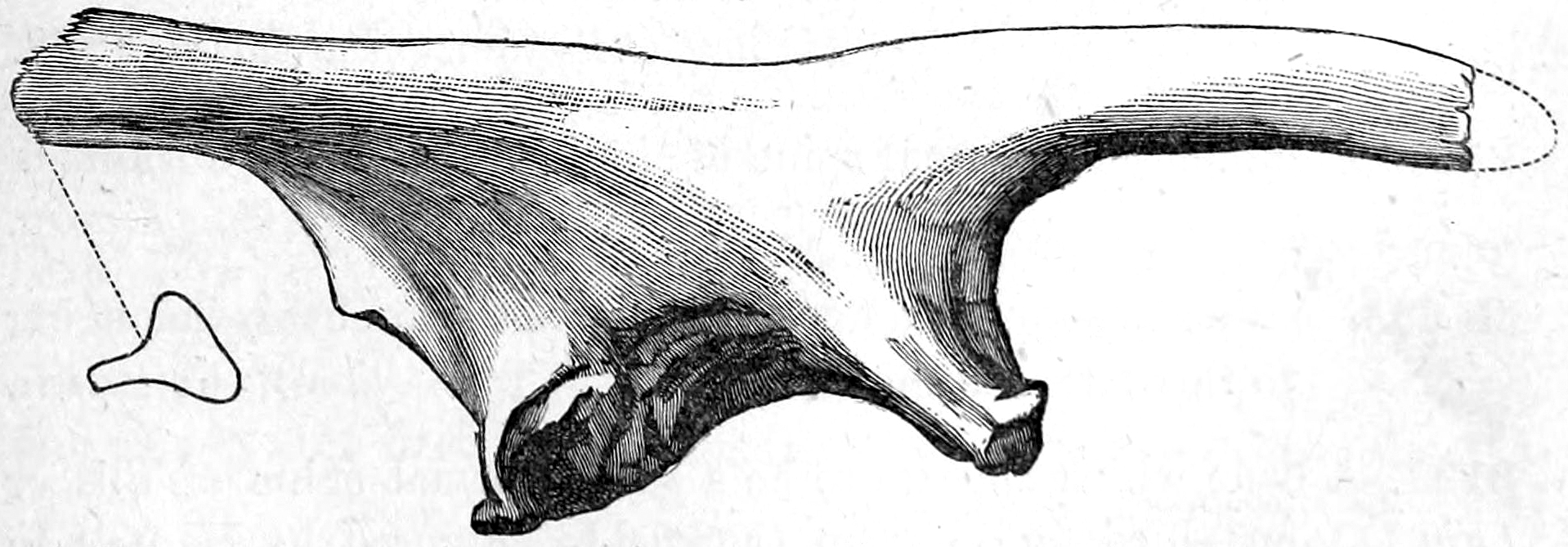
Kyčelní kost valdosaura z Cuckfieldu, ilustrace z roku 1889.

V roce 1982 popsali z Nigeru paleontologové Galton a Philippe Taquet nový druh Valdosaurus nigeriensis, ten byl ale roku 2009 přejmenován samotným Galtonem jako Elrhazosaurus. Ještě dříve stanovil William Blows omylem nový druh „Valdosaurus dextrapoda“, šlo však o omyl a nyní je tento taxon klasifikován jako nomen nudum.

## Rozměry
Tento dinosaurus dosahoval podle odhadu paleontologa Thomase R. Holtze, Jr. délky zhruba 3 metry. Podle badatele Gregoryho S. Paula byl však podstatně menší, dosahoval délky jen asi 1,2 metru a hmotnosti 10 kilogramů.